# Морис Карпас
Морис Джейкъб Карпас (на английски: Morris Jacob Karpas) е американски психиатър и психоаналитик.

## Биография
Роден е на 25 март 1879 година в Санкт Петербург, Русия. На 13-годишна възраст семейството му емигрира в САЩ. Там завършва Медицинския колеж в Лонг Айлънд през 1904 г. През 1909, вече като лекар, обикаля различни градове като прекарва известно време в Берлин, Виена и Цюрих, където работи в различни клиники. През април 1912 г. започва работа в Манхатънската щатска болница и междувременно като асистент-лекар в отделението за психопатии на болницата Белвю. Отваря си частна практика през есента на 1915 г.
Морис Карпас е един от основателите на Нюйоркското психоаналитично общество.
Умира на 4 юли 1918 година в Савне, Франция, на 39-годишна възраст.

## Кратка библиография
- Cerebrospinal Fluid in Nervious and Mental diseases
- Kraepelin`s Conception of Paraphrenia
- The Principles of Freud`s psychology
- The Psychopathology of Prostitution
- Crimonology of the Standpoint of a Psychiatrist
- Socrates in the light of modern psychology